# Église Saint-Pierre de Nant
Pour les articles homonymes, voir Église Saint-Pierre.
L'église Saint-Pierre de Nant est une église catholique située en France sur la commune de Nant, dans le département de l'Aveyron en région Occitanie.
Cet édifice fait l'objet d'un classement au titre des monuments historiques depuis 1862.

## Localisation
L'église est située dans le département français de l'Aveyron, sur la commune de Nant. La ville de Nant est située au confluent de deux rivières, la Dourbie et le Durzon, entre Grands Causses et Cévennes.

## Historique
Gallia Christiana rapporte la légende faisant du monastère de Saint-Pierre une création de saint Amand, évêque de Maastricht, dans le royaume d'Austrasie, vers 669. Le monastère aurait été détruit un siècle plus tard par les Sarrasins.
Le premier texte citant l'église Saint-Pierre date du 11 février 926. Bernard, vicomte de Rouergue, et sa femme, Udalgarde, donnent à l'abbaye de Vabres tous les biens qu'ils possèdent à Nant, dont une église Saint-Pierre, afin de construire un monastère dédié à saint Pierre de Rome.
Le monastère de Nant reçut de nombreux dons de comtes de Toulouse et de Rouergue pendant le XIe siècle. En 961, Raymond Ier, comte de Rouergue, lègue des biens au prieuré. L'évêque de Lodève, Fulcrand, fait don de sa part dans le château familial de Roquefeuil, en 988.
Au XIe siècle, l'abbaye Saint-Victor de Marseille a mené une politique d'expansion dans le Rouergue méridional. En 1082, Pons Étienne, évêque de Rodez soumet l'abbaye Saint-Amans de Rodez et l'abbaye de Vabres, avec leurs dépendances, à l'abbaye Saint-Victor.
Une bulle du pape Pascal II de 1116 montre l'importance du nombre de paroisses sur lesquelles le prieuré de Nant exerce sa juridiction. L'importance des biens du prieuré de Nant a conduit le prieur a demandé son autonomie. La même année, le pape intervient pour rappeler au prieur sa dépendance à l'abbaye de Vabres et donc à l'abbaye Saint-Victor de Marseille. Les moines de Nant résistèrent et le pape Innocent II, en 1135, accepta la requête du prieur Raymond et éleva le prieuré en abbaye. La bulle du pape précise que les moines obéissant à la règle bénédictine relèvent du Saint-Siège. Elle cite les nombreuses églises relevant de la nouvelle abbaye, à Nant, dans les environs, ainsi que dans le diocèse de Nîmes. Les dons à l'abbaye vont continuer au XIIe siècle mais ils vont diminuer, au profit des nouveaux ordres religieux, cisterciens ou templiers.
L'abbaye va souffrir de la guerre de Cent Ans malgré la protection de ses remparts. Les arcades du rez-de-chaussée du porche sont alors fermées. Le porche est fortifié et une échauguette est ajoutée. En 1317, l'abbaye de Vabres devient le siège d'un évêché. L'abbaye Saint-Pierre lui est rattachée. En 1333, les moines sont en pleine révolte contre leur abbé et la paix ne revient qu'avec l'arrivée d'un envoyé de l'abbaye Saint-Victor de Marseille. En 1361 les Anglais se sont emparés de Nant dont ils sont chassés huit mois plus tard par des bandes commandées par Bertrand du Guesclin. Puis, en 1366, une bulle du pape Urbain V rattache de nouveau l'abbaye de Nant à l'abbaye Saint-Victor de Marseille, mais les moines résistèrent en refusant de payer la redevance annuelle.
Les visites à l'abbaye faites par les moines de Saint-Victor montrent les difficultés financières de l'abbaye Saint-Pierre au XVe siècle. L'abbaye achève dans la seconde moitié du XVIe siècle plus de deux siècles de procès et de luttes avec les seigneurs de Roquefeuil et les évêques de Vabres. Les guerres de Religion ont porté un coup fatal à l'abbaye. Le cloître et les bâtiments monastiques sont détruits entre 1564 et 1568.
En 1701, Nant se défend contre une attaque de camisards en faisant monter des canons sur la terrasse de l'église.
L'absence de cloître oblige les moines à vivre en ordre dispersé. L'église est sécularisée en 1769, puis transformée en chapitre collégial. Le 13 février 1773, le roi Louis XVI supprime la conventualité.
En 1777, l'abbaye ne compte plus que 7 moines. Le dernier évêque de Vabres supprime le chapitre. Cette suppression est confirmée par une bulle du pape Clément XIV huit ans plus tard. L'église abbatiale devient église paroissiale à la place de l'église Saint-Jacques en 1785. Cette décision permit de sauver l'église. Les fenêtres de l'église ont été agrandies en 1785.
Au XIXe siècle, son état nécessita des travaux d'entretien importants. Le clocher qui se trouvait au-dessus de la croisée du transept est abattu en 1803. La vente de l'église Saint-Jacques, en 1810, a permis de payer la construction d'un clocher au-dessus du massif de la façade.
En faisant repaver le sol de l'église, abbé Barcles, abbé à Nant de 1818 à 1842, découvrit un trésor de pièces datées de 1578 à l'effigie de Henri II de Navarre. Ces pièces sont peut-être contemporaines à la destruction du cloître. Cette découverte a permis d'entreprendre de nombreux travaux de restauration dans l'église.
Les travaux de restauration sont entrepris après le classement au titre des monuments historiques de l'église.
L'édifice est classé au titre des monuments historiques en 1862.

## Description
Il a fallu attendre l'étude de Jean Vallery-Radot dans son étude Les églises romanes du Rouergue (Bulletin monumental, 1940, P. 23) pour voir l'importance de ce monument. Pendant longtemps, les historiens en ont fait un monument du XIIe siècle, comme Georges Gaillard dans la première édition de Rourgue roman (collection la nuit des temps, éditions Zodiaque). Il a fallu attendre l'étude de Jacques Bousquet qui envisagea pour la première fois une construction de l'église antérieure au XIIe siècle en comparant les chapiteaux. Dans sa thèse, Anne-Marie Pêcheur a replacé l'église dans les différentes recherches faites au XIe siècle.
L'église est orientée d'est en ouest. Elle a une longueur de 37 mètres, 20 mètres de largeur environ et une hauteur de 13 à 14 mètres. Le plan de l'église est en croix latine. La nef est composée de trois travées avec des collatéraux étroits se terminant sur un transept débordant. La construction de chapelles latérales a perturbé ce plan. Les chapelles de la deuxième travée remontent au XIVe siècle, celles de la troisième travée, au XIXe siècle.

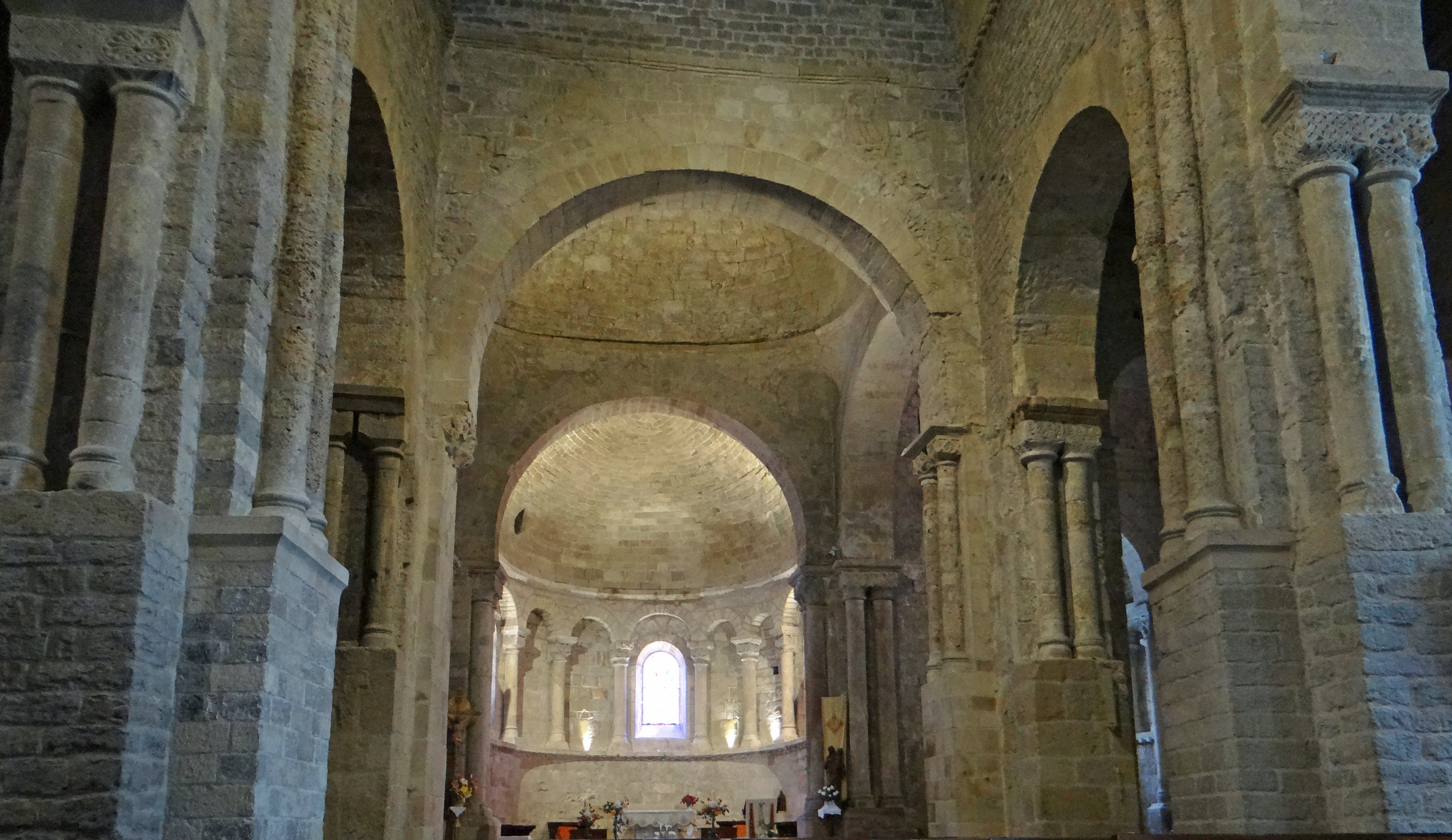
Vaisseau central, colonnes placées contre les piles, abside
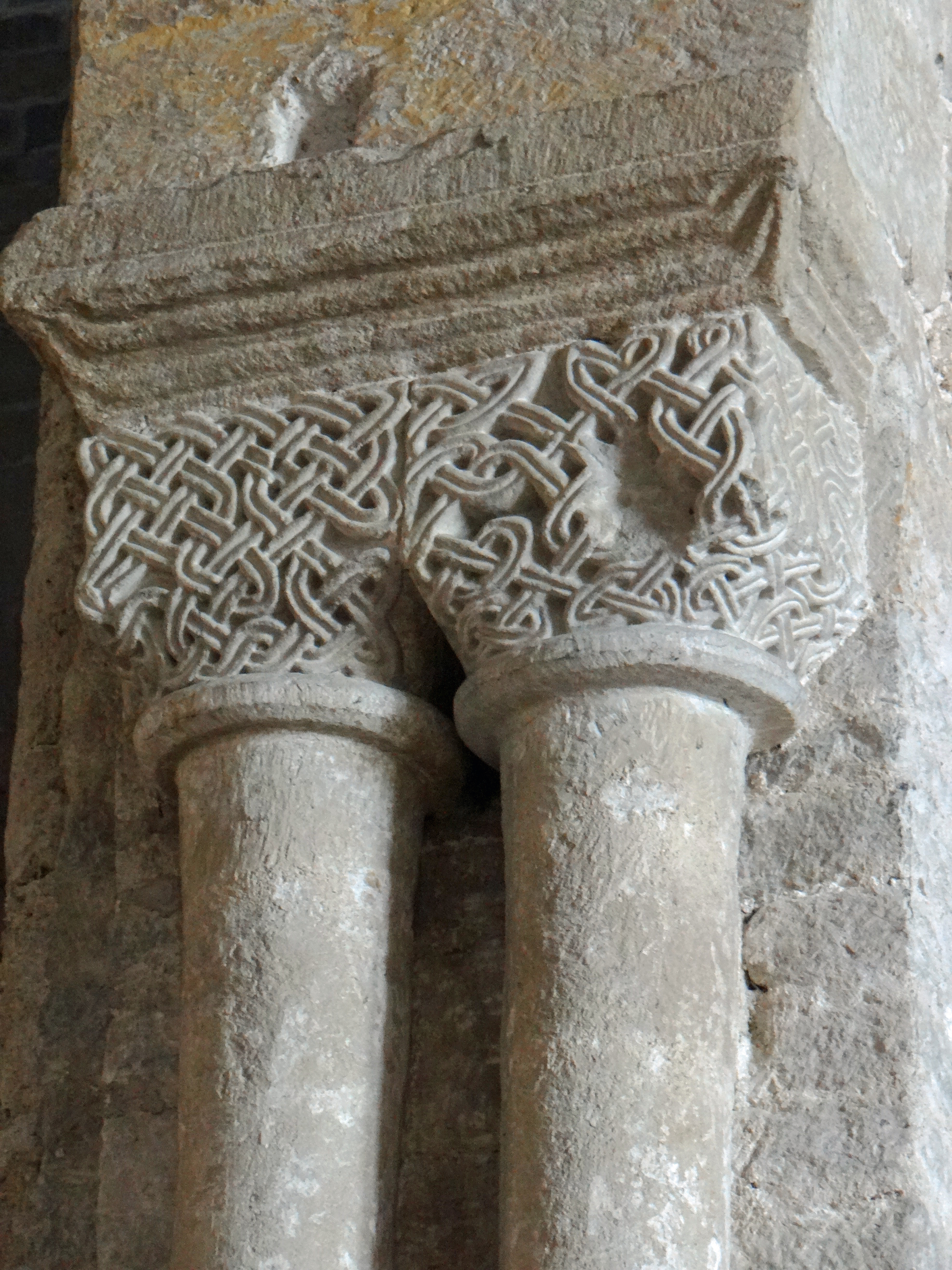
Chapiteaux de la nef
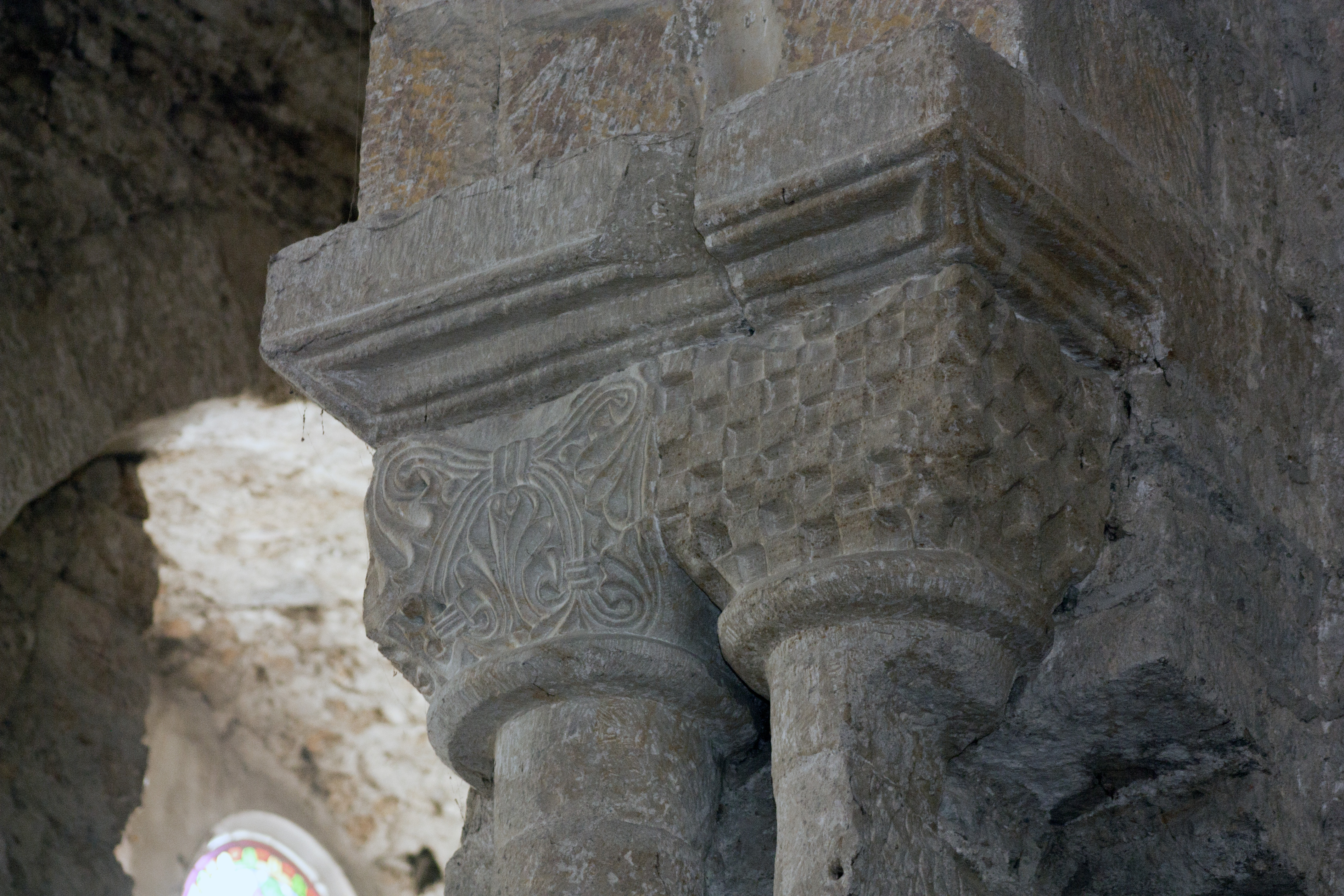
Chapiteaux
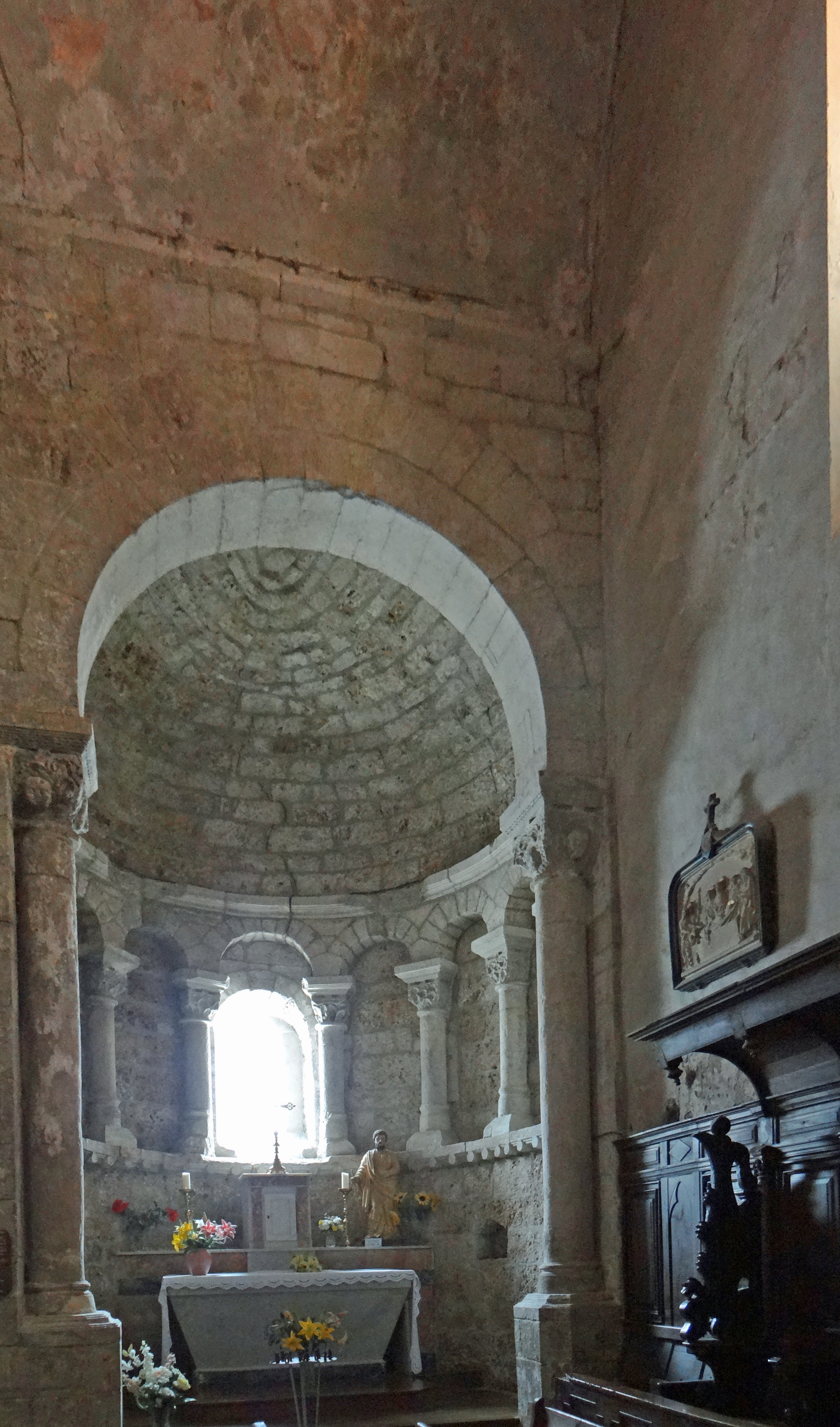
Absidiole sud
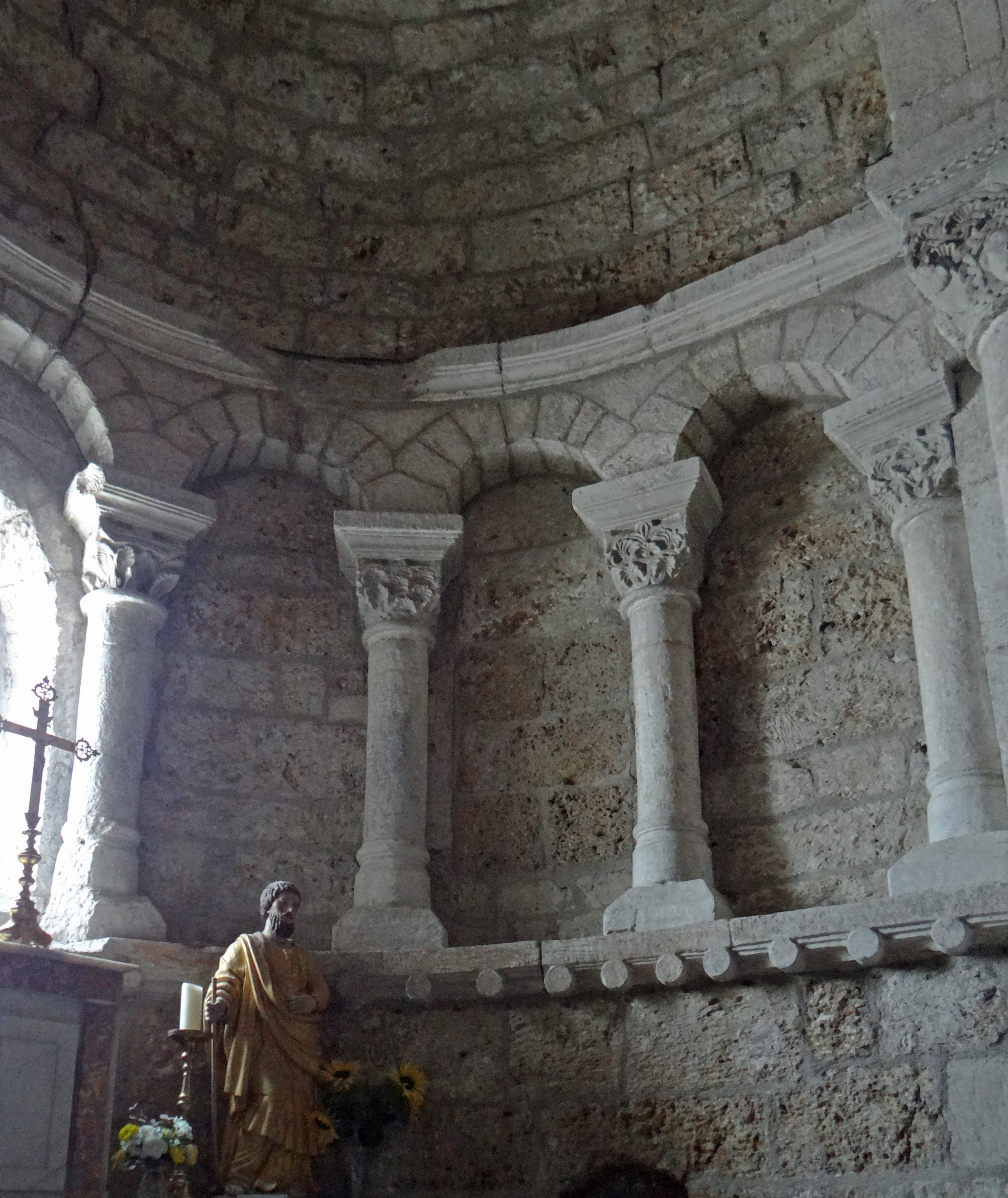
Chapiteaux de l'absidiole sud
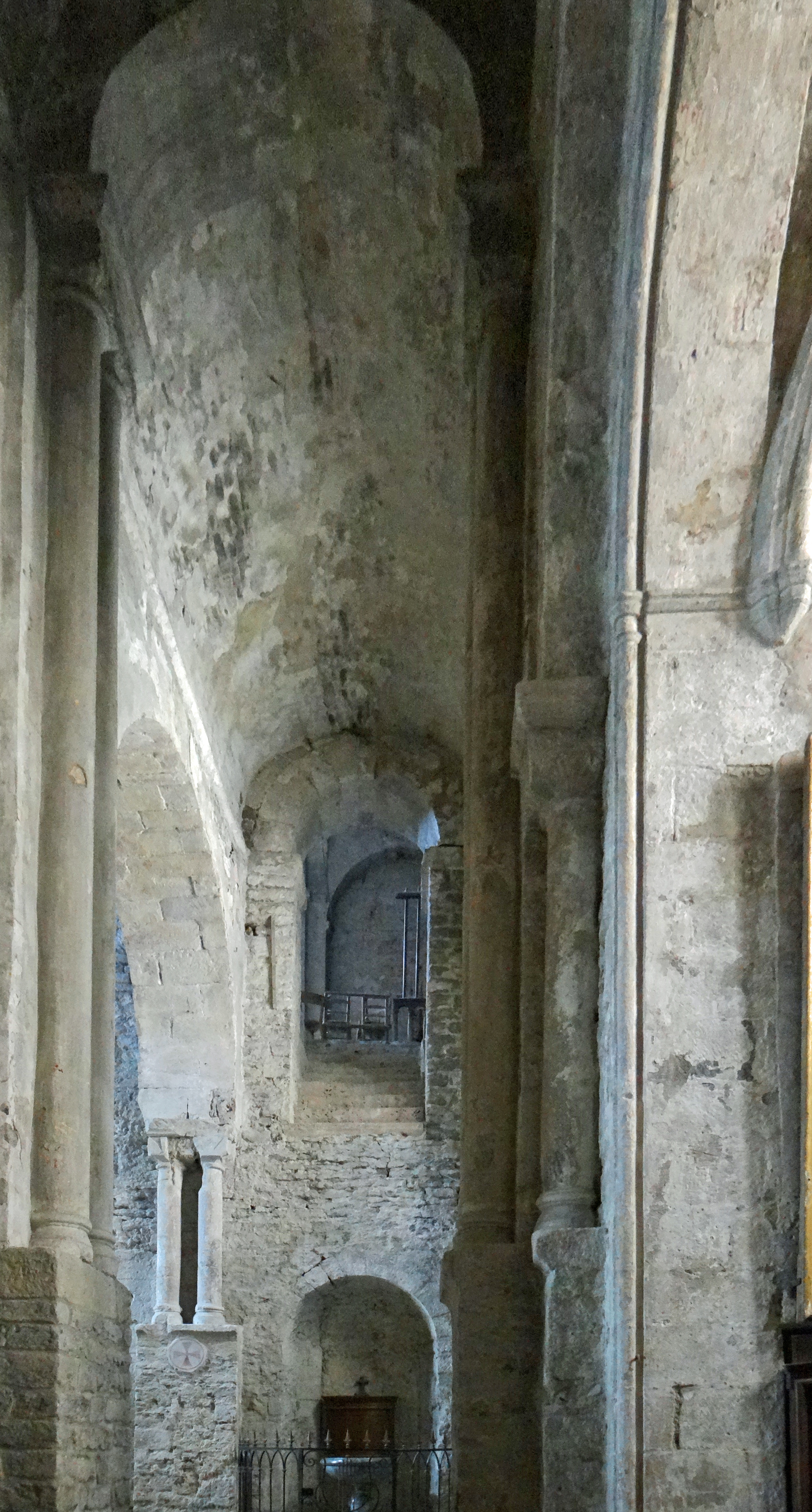
Collatéral nord avec l'ouverture de l'escalier qui donnait accès à la chapelle du massif antérieur
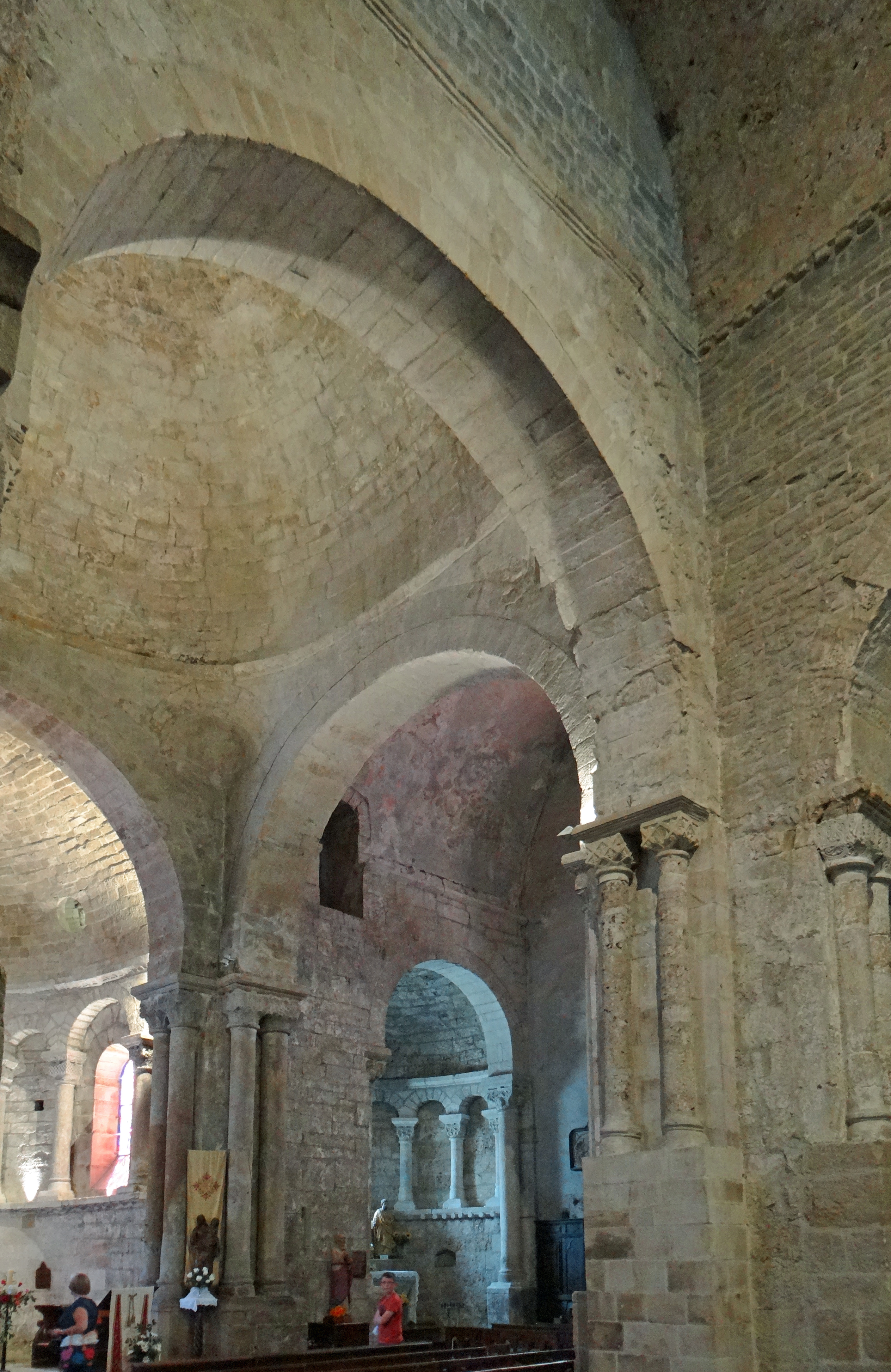
Croisée du transept

L'analyse de l'édifice a permis de distinguer trois campagnes de construction :
- Première campagne : le chevet et le transept : Cette partie montre la persistance de l'usage de procédés de construction préromans comme les arcs à deux rangées concentriques de clavaux, la facture maladroite de la coupole sur trompes de la croisée du transept. Les sculptures reprennent des références ornementales utilisées sur les linteaux de Saint-Genis-des-Fontaines ou Saint-André de Sorède. Des motfs d'entrelacs et de palmettes s'y sont ajoutés reprenant des modèles de Conques contemporains de l'abbatiat d'Odolric II avant 1050. À l'extérieur du chevet, on peut constater le traitement différencié de l'abside et des absidioles. L'abside est à cinq pans, l'absidiole nord à trois pans, l'absidiole sud à cinq pans au tracé concave, solution originale. À l'intérieur, abside et absidioles sont hémicirculaires voûtées en cul-de-four. Sur le cordon inférieur de l'abside on peut lire une inscription rappelant la dédicace de l'église, mais sans en donner l'année : PAX UIC DOMUI + VIe IDUS AGUSTAS DEDICATIO (S)ANCTE ECLESIE (Paix à cette demeure + le 6 des ides d'août dédicace de la sainte église). Cependant l'analyse épigraphique permet de l'attribuer à la fin du XIe siècle.

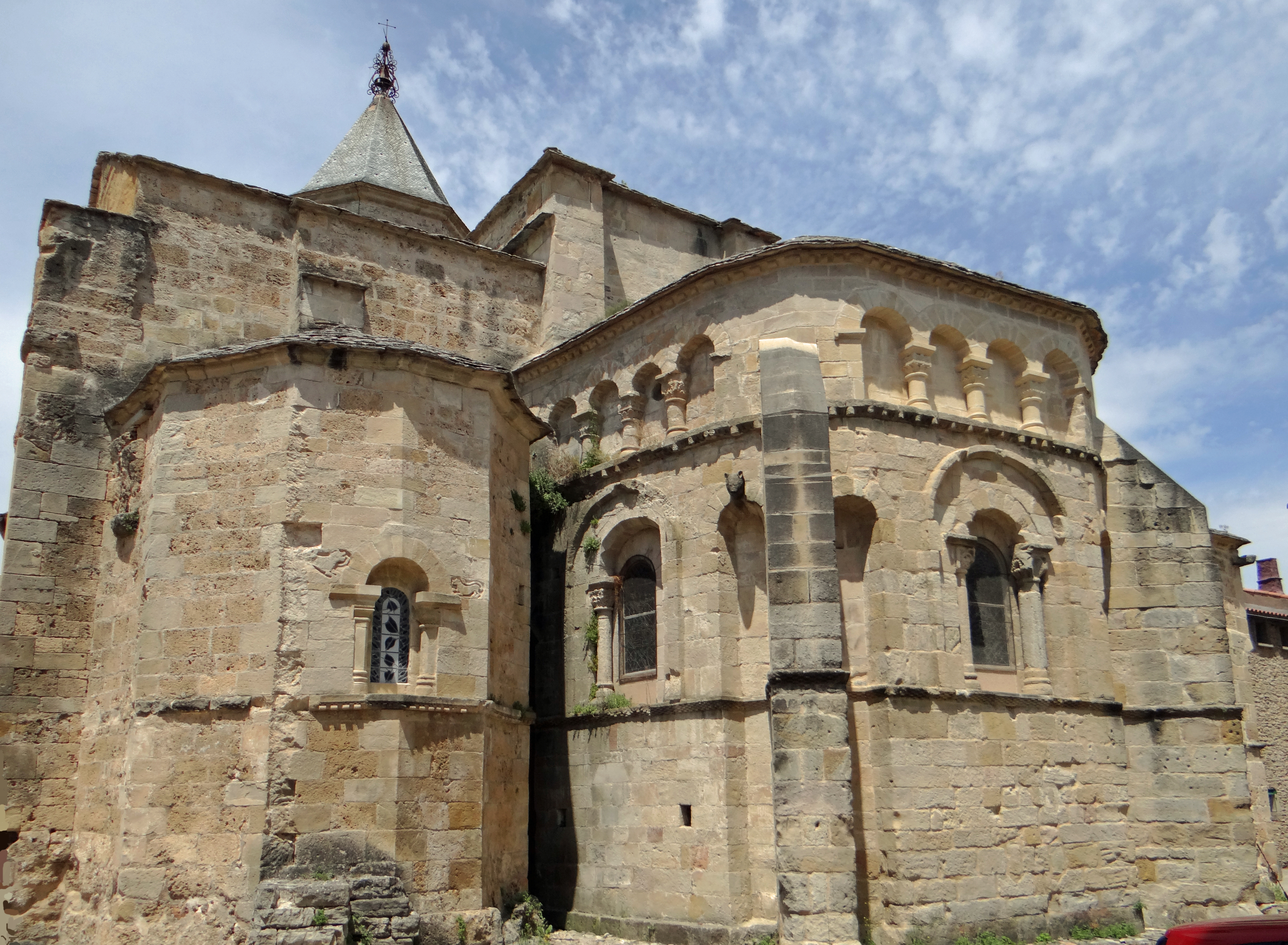
Absidiole sud et abside
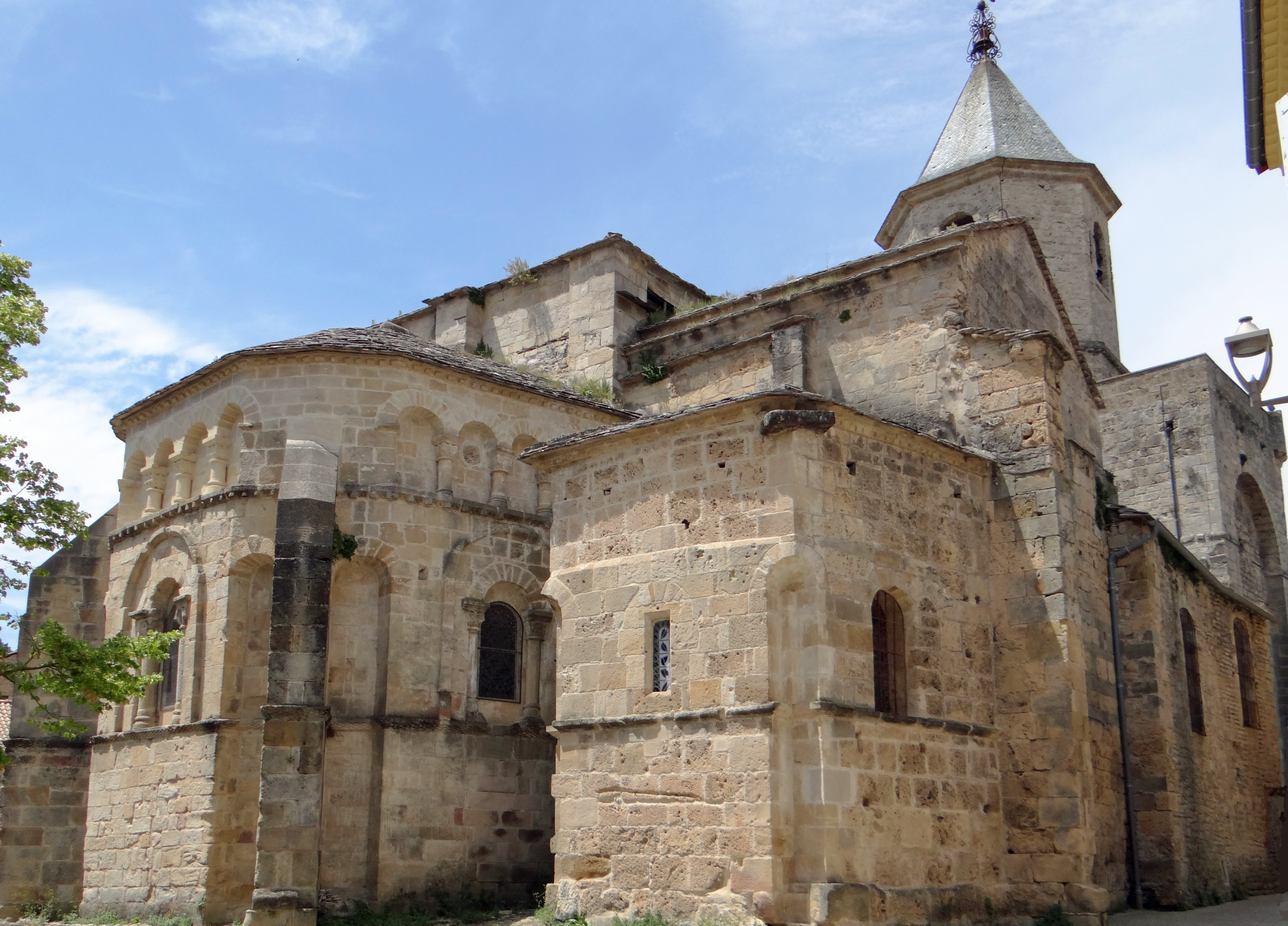
Abside et absidiole nord
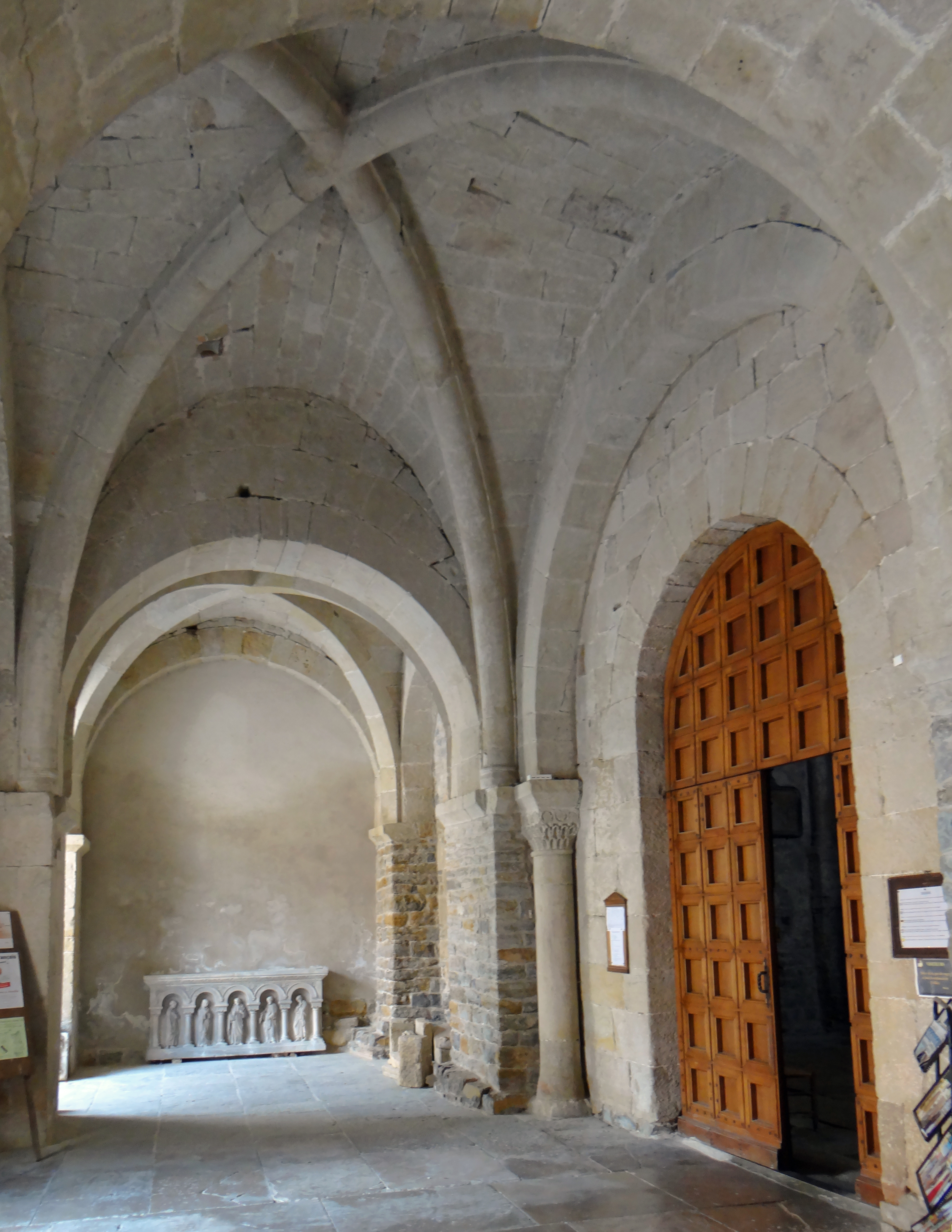
Porche d'entrée

- Deuxième campagne : les parties basses de la nef.  Probablement construites vers 1060, avant la tutelle de l'abbaye Saint-Victor, en 1082.

- Troisième campagne : le massif occidental ou massif antérieur de la façade et la voûte de la nef. Ces parties supposent un enrichissement de l'abbaye qui doit correspondre à l'indépendance de l'abbaye après 1135. Au-dessus de l'entrée du porche avec ses croisées d'ogives de la fin du XIIe siècle se trouve une chapelle, probablement dédiée à saint Michel, qui communiquait avec les collatéraux par des escaliers.

## Orgue
Un orgue a été placé au premier étage du massif antérieur en 1862. C'est le premier orgue construit par le facteur d'orgues Thiébaut Maucourt. Il est aidé pour le montage par le facteur d'orgue Frédéric Junck. La partie instrumenale a été protégée au titre d'objet. Il a été restauré en 1985 par le facteur d'orgue Michel Giroud, de Bernin (Isère).

## Beau Christ de Nant
Le Christ est en bois de sapin. Il mesure 2,30 m. Il était placé au centre du village pendant 230 ans avant qu'il soit installé dans le collatéral sud après sa restauration en 1963-1964 par Jude François, restaurateur d'art à Montpellier, aidé de Charles Février, artisan menuisier-ébéniste de Nant. La statue était primitivement peinte. Elle a été réalisée par un sculpteur anonyme du XVIIIe siècle.

## Stalles
Les stalles du XVIIIe siècle sont classées au titre d'objet en 1989.

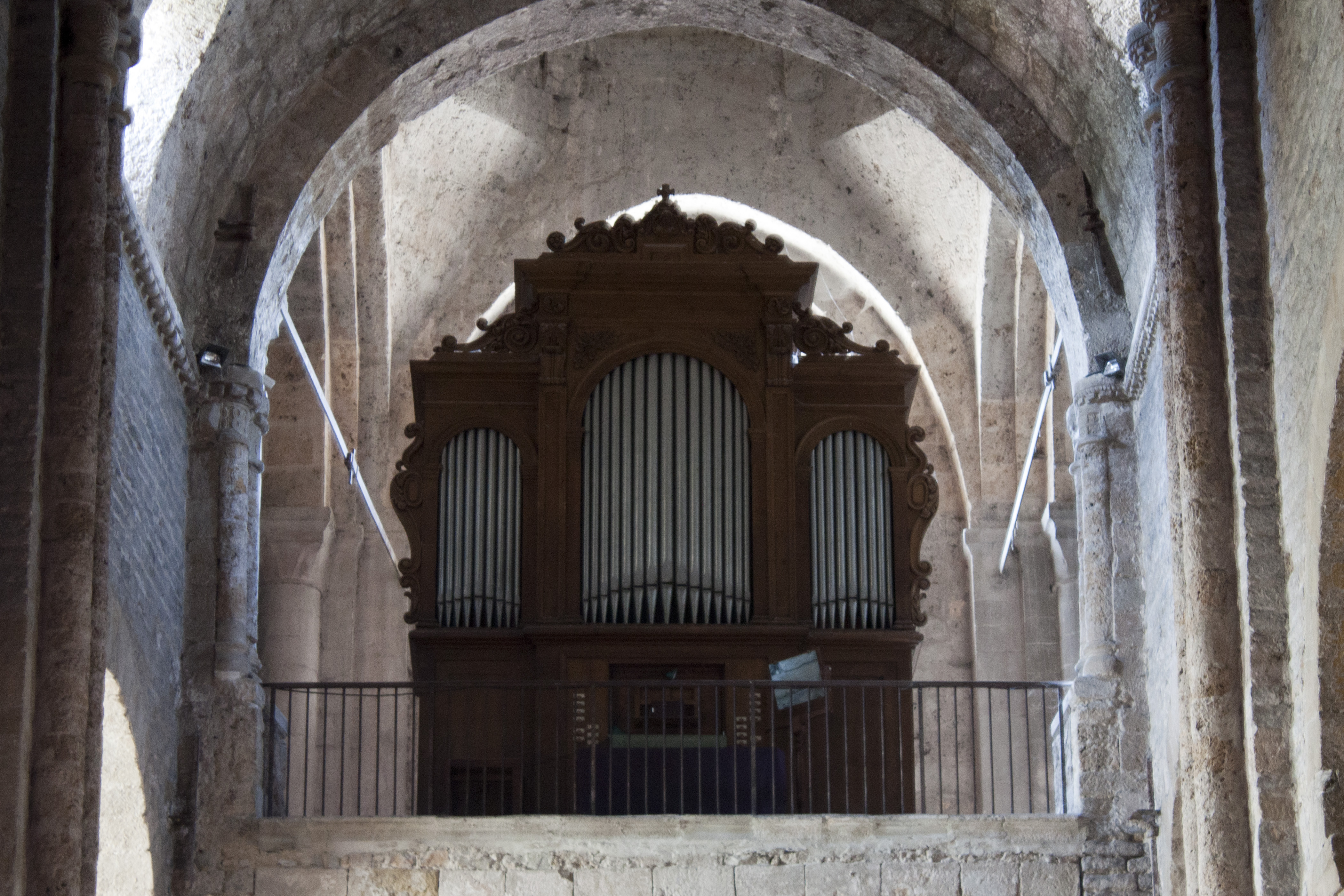
Orgue de Nant
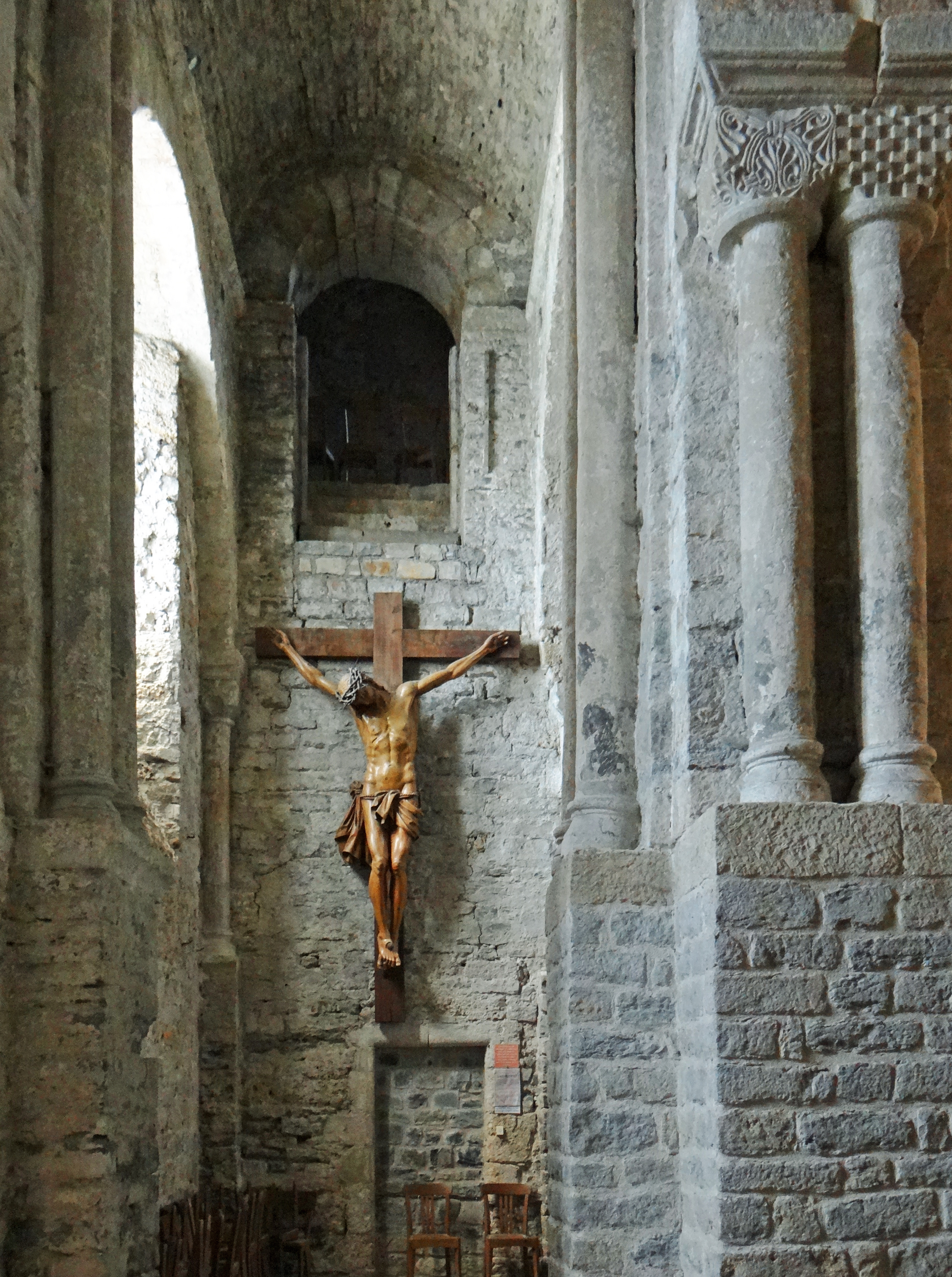
Christ de Nant dans le collarétal sud
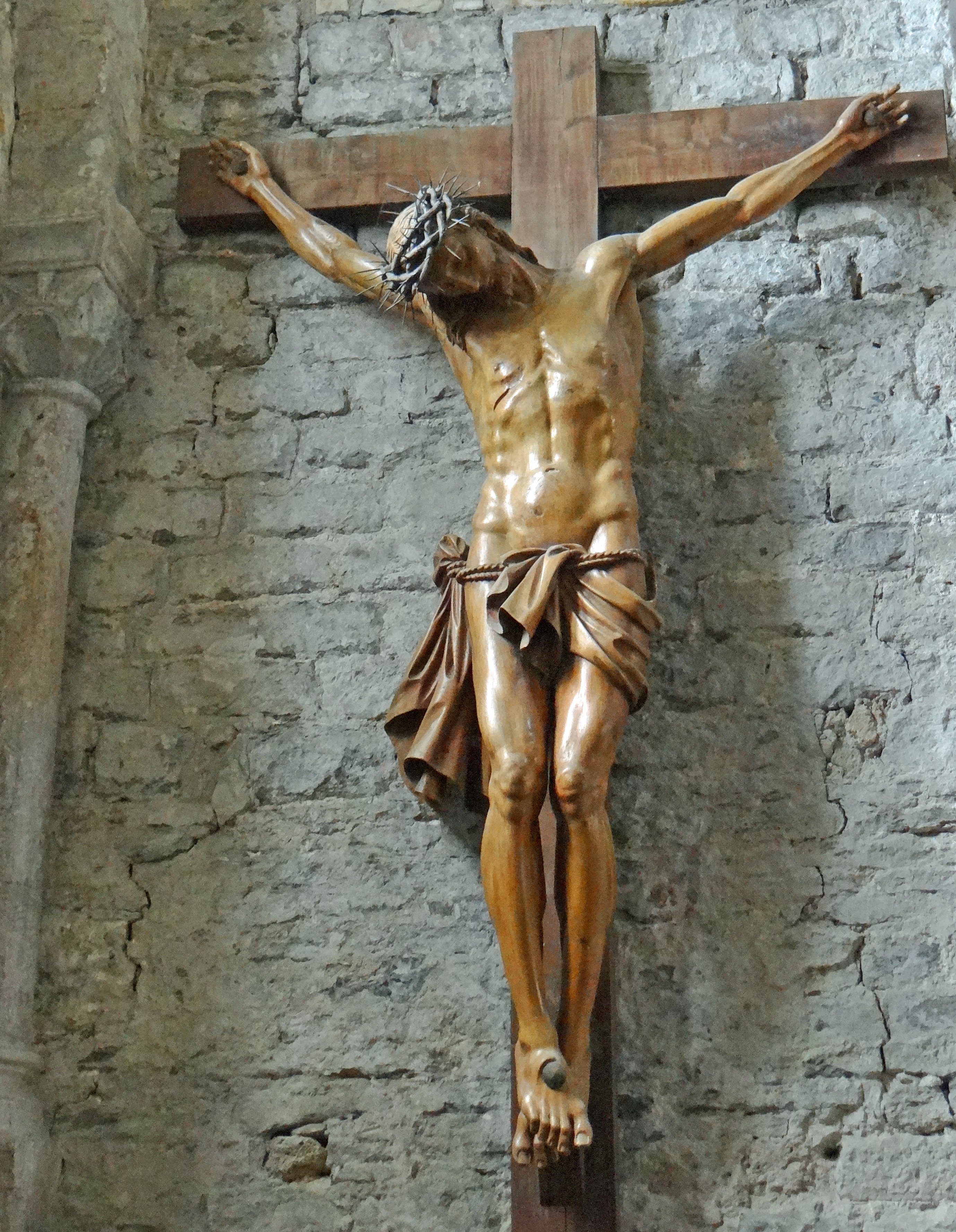
Christ de Nant